# ثيوذوسيوس السادس
البطريرك ثيوذوسيوس السادس (1885 - 19 أيلول 1970)
بطريرك أنطاكية وسائر المشرق للروم الأرثوذكس وخليفة بطرس وبولس لكنيسة أنطاكية الأرثوذكسية.

## حياته
ولد سبيريدون أبو رجيلة في بيروت عام 1889 وبعد ولادته انتقلت عائلته إلى الأشرفية. تلقى تعليمه المبكر في الأشرفية ثم بيروت ومن بعدها دمشق، في عام 1908 تم إرساله إلى أبرشية ديار بكر حيث تعلم اللغة التركية واللغة السريانية وعاد بعدها في عام 1912، لاحقاً تم إرساله أيضاً إلى خالكي لتعلم اللغة اليونانية. بالإضافة لذلك أجاد اللغات العربية والفرنسية والإنجليزية.
توفي في 19 أيلول 1970 في مستشفى القديس جاورجيوس الجامعي بعد معاناة من مرض الفالج.

## كهنوته
التحق بالمدرسة اللاهوتية في دير سيدة البلمند بطرابلس وأنهى دراسته فيها عام 1905. وفي عام 1906 رُسِّم سبيريدون شماساً من قبل البطريرك غريغوريوس الرابع. ثم في عام 1915 تمت سيامته كاهناً ثم أرشمندريتاً وفي عام 1923 تم انتخابه مطراناً لصور وصيدا وجنوب لبنان وهو المنصب الذي شغله لمدة 25 عام.
لاحقاً عام 1948 تم نقله من قبل المجمع المقدس للكنيسة الأنطاكية إلى أبرشية طرابلس.
وفي 14 تشرين الثاني 1958 تم اختياره ليكون بطريرك أنطاكية باسم ثيوذوسيوس السادس خلفاً للبطريرك ألكسندروس الثالث.